# Parque Nacional do Pau-brasil
O Parque Nacional do Pau-brasil é uma das mais importantes unidades de conservação integral do estado da Bahia. Está situado integralmente no município de Porto Seguro e integra o bioma da Mata Atlântica. Sua área fica por volta dos dezenove mil hectares e o terreno consiste de uma planície costeira relativamente plana, cortada por muitos riachos que tem origem própria na unidade.
O parque nacional foi criado por um decreto de 20 de abril de 1999 e tem como objetivo básico a preservação de ecossistemas naturais de grande relevância ecológica e beleza paisagística, possibilitando pesquisas científicas, educação ambiental, recreação ao ar livre e turismo ecológico. Este protege várias espécies, tais como: onça-pintada (Panthera onca), onça-parda (Puma concolor), gavião-real (Harpia harpyja), entre outras.

## Localização
O Parque Nacional do Pau-brasil possui uma área de 19.027 hectares e está situado integralmente no município Porto Seguro. Faz parte do bioma da Mata Atlântica e fica entre os rios Frades e Buranhém. O terreno consiste de uma planície costeira relativamente plana com elevações de 100 a 150 metros, cortada por muitos riachos profundos que drenam a área. A maior parte desses riachos tem origem na unidade de conservação.
A precipitação média anual é de 1.389 milímetros e as temperaturas variam de 21 a 26 graus Celsius, com uma média de 23 graus Celsius. O parque contém um remanescente de floresta tropical densa de várzea do bioma da Mata Atlântica, incluindo árvores Pau-brasil (Caesalpinia echinata), bem como áreas em regeneração que foram perturbadas pela atividade humana. Existe no local 71 espécies de plantas endêmicas.

## História
O parque nacional foi criado através do decreto de 20 de abril de 1999. Em 11 de junho de 2010, um outro decreto dispõe sobre a ampliação do parque, delimitando-o, e permitindo atividade de mineração em sua zona de amortecimento.
Após aprovação da lei 13.668/2018, o Parque passou por uma licitação para contratação de serviços de apoio a visitação, e partir de 2018, uma empresa passou a cobrar pelo serviço de visitação, além de operar lanchonetes, estacionamento de veículos e outros serviços. Originalmente, os visitantes tiveram que pagar dezessete reais pelo ingresso de entrada, sendo que esse valor foi reduzido para três reais aos moradores do entorno. A concessão é válida por um período de quinze anos.
Essa concessão, no entanto, foi criticada por grupos da sociedade civil organizada, que denunciaram a falta de diálogo com as populações locais, e foi até chamada de privatização pelo Partido da Causa Operária (PCO).

## Ecoturismo

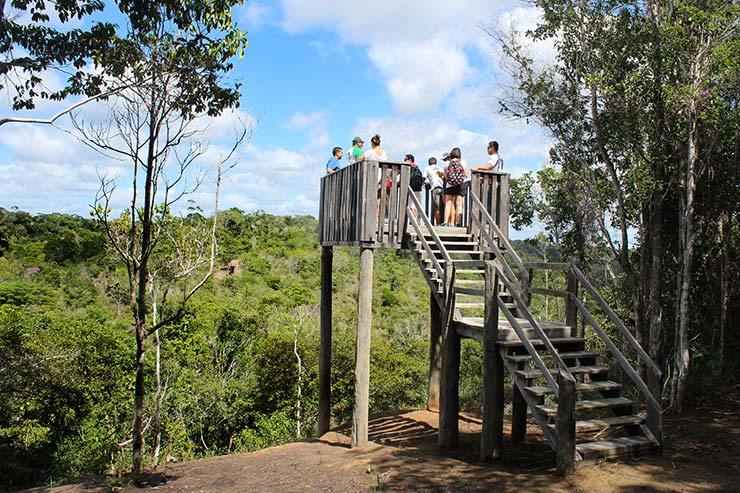
Mirante

Diversas atrações de fácil acesso estão disponíveis no parque, mesmo para pessoas com alguma dificuldade de locomoção, como a Trilha das Antas, bastante plana, a Trilha Ibirapitanga, suspensa, e o Mirante da Sede. Há também trilhas de dificuldade média como a Trilha Vera Cruz, em que os turistas podem se banhar no Rio da Barra, e a Trilha Patatiba, que culmina na Cachoeira do Jacuba, onde também se pode nadar.
Também é possível realizar observação de aves: mais de duzentas espécies já foram avistadas no sítio, incluindo a harpia, extinta em outras regiões, mas capaz de se reproduzir neste fragmento de floresta ombrófila. De acordo com o Instituto Chico Mendes de Conservação da Biodiversidade (ICMBio), o parque pode ser visitado durante todo o ano, entre 8h30min e 16h, com agendamento prévio.
Em abril de 2018 foi publicado o Projeto Político Pedagógico de Educação Ambiental do Parque.

## Conservação
O parque está classificado como categoria II do Sistema IUCN de Gestão de Áreas Protegidas. O objetivo básico do parque é a preservação de ecossistemas naturais de grande relevância ecológica e beleza paisagística, possibilitando pesquisas científicas, educação ambiental, recreação ao ar livre e turismo ecológico. As espécies protegidas no parque incluem: onça-pintada (Panthera onca), onça-parda (Puma concolor), gavião-real (Harpia harpyja), mutum-do-sudeste (Crax blumenbachii), pica-pau-de-coleira (Celeus torquatus), sabiá-pimenta (Carpornis melanocephala), tiriba-grande (Pyrrhura cruentata) e besouro-hércules (Dynastes hercules).